# Die Kinder sind Könige (Fernsehserie)
Die Kinder sind Könige (Originaltitel: Les enfants sont rois) ist eine französische Miniserie, basierend auf dem gleichnamigen Roman von Delphine de Vigan. Die Uraufführung der Miniserie erfolgte am 10. September 2024 auf dem Festival de la fiction in La Rochelle. In Frankreich fand die Premiere der Miniserie am 23. Oktober 2024 als Original durch Disney+ via Star statt. Im deutschsprachigen Raum erfolgte die Erstveröffentlichung der Miniserie am selben Tag durch Disney+ via Star.

## Handlung
Eine Kindesentführung hält ganz Frankreich in Atem: Die 6-jährige Kimmy Diore, eine bekannte Kinder-Influencerin, wird am helllichten Tag entführt. Zusammen mit ihrer Familie ist sie Teil des beliebten YouTube-Kanals „Happy Récré“, der ein Millionenpublikum erreicht und auch finanziell lukrativ ist. Die Ermittlerin Sara Roussel wird auf den Fall angesetzt. Um das Mädchen zu finden, taucht Sara in die schillernde, aber ebenso anrüchige Welt der sozialen Medien ein, durchleuchtet aber auch das familiäre Umfeld des Mädchens und stößt bei ihren Ermittlungen auf schockierende Fakten.

## Besetzung und Synchronisation
Die deutschsprachige Synchronisation entstand nach den Dialogbüchern von Gabi Voussem sowie unter der Dialogregie von Jörn Linnenbröker durch die Synchronfirma Studio Hamburg Synchron in Hamburg.
| Rolle            | Schauspieler        | Synchronsprecher      |
| ---------------- | ------------------- | --------------------- |
| Sara Roussel     | Géraldine Nakache   | Kristina von Weltzien |
| Kimmy Diore      | Vittoria Andreoli   | Matilda Bogdanis      |
| Mélanie Diore    | Doria Tillier       | Katharina von Keller  |
| Sammy Diore      | Basile Violette     | John Chadwick         |
| Bruno Diore      | Sébastien Pouderoux | Roman Rossa           |
| Malik            | Oussama Kheddam     | Daniel Welbat         |
| Lou              | India Hair          | Merete Brettschneider |
| Baptiste         | Panayotis Pascot    | Robert Knorr          |
| David Bouthier   | Tom Dingler         | Till Endemann         |
| Valentin Lavalle | Cyril Metzger       | Jesse Grimm           |
| Isabelle         | Chantal Lauby       | Heidi Schaffrath      |
| Salomé Jonas     | Suliane Brahim      | Neda Rahmanian        |
| Serge            | Jacques Weber       | Douglas Welbat        |
| Anthony Peilloux | Alexis Volis        | Nils Rieke            |
| Élise Villers    | Véronique Ruggia    | Tina Eschmann         |
| Pierre Bozar     | Djibril Gueye       | Jens Wendland         |
| Ilan Berman      | Adem Naamane        | Vito Riegel           |
| Fabrice Perrot   | Benjamin Gomez      | Jonas Minthe          |
| Tom Perrot       | Sohel Meftah        | Louis Herdt           |
| Malo Perrot      | Mady Meftah         | Louis Herdt           |
| Sidonie          | Mathilde La Musse   | Jana Konietzki        |
| Polizist         |                     | Giovanni Funiati      |

## Episodenliste
| Nr. | Deutscher Titel    | Originaltitel   | Erstveröffentlichung (Frankreich) | Deutschsprachige Erstveröffentlichung (D/A/CH) |
| --- | ------------------ | --------------- | --------------------------------- | ---------------------------------------------- |
| 1   | Das Verschwinden   | La disparition  | 23. Okt. 2024                     | 23. Okt. 2024                                  |
| 2   | Der Ritter         | Le Chevalier    | 23. Okt. 2024                     | 23. Okt. 2024                                  |
| 3   | Mütter und Töchter | Mères et filles | 23. Okt. 2024                     | 23. Okt. 2024                                  |
| 4   | Die Entgleisung    | Dérapage        | 23. Okt. 2024                     | 23. Okt. 2024                                  |
| 5   | Speicherkarte      | Carte mémoire   | 23. Okt. 2024                     | 23. Okt. 2024                                  |
| 6   | Funkloch           | Zone blanche    | 23. Okt. 2024                     | 23. Okt. 2024                                  |